# Paul-Émile Henry
Pour les articles homonymes, voir Henry.
Paul-Emile Henry, né à Blida le 20 juillet 1851 et mort à Grenoble le 8 juillet 1911, est un évêque catholique français, évêque de Grenoble de 1900 à 1911.

## Biographie
Évêque modéré, il subit la Séparation de l'Église et de l'État et fut expulsé de son évêché le 19 décembre 1906. En 1904, il promulgua un propre diocésain qui resta en vigueur jusqu'en 1994. En 1907, il conféra le sacrement de confirmation à Jacques Maritain, qui revenait d’un pèlerinage à La Salette en compagnie de Léon Bloy. Il laissa le souvenir d'un écrivain et érudit, bibliophile, orateur (connu entre autres pour ses panégyriques de Jeanne d’Arc) et homme du monde. Il était membre de diverses sociétés savantes, dont l’Académie Delphinale.

## Armes
De gueules à la balance d'or accompagnée en chef de 2 coquilles d'argent, au chef cousu d'azur chargé d'un Saint-Esprit essorant d'argent nimbé d'or.